# 木元邦之
木元 邦之（きもと くにゆき、1978年10月7日 - ）は、京都府京都市南区出身の元プロ野球選手（内野手）。右投左打。教員。

## 経歴

### プロ入り前
小学2年から野球を始め、中学3年の時には全日本メンバーに選ばれ中国遠征にも参加した。
龍谷大学では関西六大学リーグで通算82試合出場、304打数102安打、打率.336、9本塁打、64打点。2000年秋季のリーグ戦では打率.474、2本塁打、15打点を記録し、史上5人目、6度目の三冠王になる。1年生秋から7季連続ベストナイン受賞（二塁5、4年遊撃2）もリーグ記録である。3年時には関西でTV中継されていた試合を観た当時阪神の野村克也監督がその打撃に注目し、新聞各紙に記事が掲載された。2000年のドラフト2位（逆指名）で日本ハムファイターズに入団。

### 日本ハム時代
2001年（1年目）は右肩を手術した影響で一軍出場は無かった。
2002年は大島康徳監督（当時）に打撃を買われ、開幕戦で金子誠を押しのけ二塁手で先発出場し、一軍に定着。奈良原浩や金子と併用されて87試合に出場し、7本塁打を打った。
2003年は春先に故障で出遅れ規定打席には届かなかったが、主に一塁手・三塁手として自身初の打率3割、14本塁打、8盗塁を記録。シーズン終盤には4番も任された。
2004年は、4月は5番、5・6月は6番、7・8月は8番、9月は坪井智哉や新庄剛志に代わって2番と打順が一定しない中で、前半戦は不振も後半戦持ち直して打率.285、9本塁打を打ち、初めて規定打席に到達した。パ・リーグ・プレーオフ第1ステージ（西武ライオンズ戦）・第3戦（10月3日）で西武の先発投手が左腕の帆足和幸だったためスターティングメンバーから外され、そのことに納得が行かずロッカーで暴れていた木元を新庄剛志が「良い場面で絶対にお前に回してやる。だから準備はしてろよ」と励ました。その試合に木元は途中出場し、9回表にクローザーの豊田清から同点2点本塁打を放った。「あの時に励まされたから打てた。つーさん（新庄）には感謝の気持ちで一杯です」と語っている。同年オフに女優の前原絵理（現在は前原エリに改名）と結婚。その後一部メディアにて別居状態と報道された。離婚に関する詳細は発表されていないが、2007年のプロ野球選手名鑑では独身と記載されている。
2005年は主に二塁手として出場し、前半戦は小笠原道大らが不振にあえぐ中、5番または2番を打って打線を引っ張り、打率3割を越える活躍でオールスターにも選出された。後半戦は失速したが、本塁打は前年の9本から18本塁打に倍増し、自己最高の打撃成績を残した。肩の故障歴からスローイングに難があるものの、二塁守備ではわずか4失策と向上した。一方で三振は108から138（同僚のフェルナンド・セギノールに次ぐリーグ2位）に増加。チーム全体でも1151三振を喫し、チーム三振数のプロ野球記録を作る一因となった。オフに地元商工会での激励会に出席した際、「何故ファイターズを逆指名したか」とのインタビューに対し「すぐレギュラーが取れそうな球団だったので」と返答している。なお後のトレードの際も、逆指名で入ったのにトレードされてショックかと質問されて、「地元に帰れるし、請われて行くのですからむしろ嬉しい」と答えている。
2006年は二塁手に新外国人ホセ・マシーアスが加入、小笠原が三塁から一塁に再コンバートされ、木元は三塁手として出場するも腰痛の影響もあって極度の打撃不振に陥り、守備でも精彩を欠いた。7月末の函館遠征の頃に二軍落ち、そのまま日本シリーズ終了まで再昇格できずに終わった。アジアシリーズでは三塁、一塁として全4試合に出場した。同僚のセギノールは自身のパスポートの有効期限切れにより、日本に入国できず出場できなかったため自宅のテレビで観戦していたが、その際木元を見て「新しい三塁手を取ったのか？」と発言している（この年、木元は中盤以降二軍だったものの、セギノールと木元は入団以来3年間チームメイトであり、冗談だったのか本気だったのかは不明）。
2007年シーズンにはFAで巨人へ移籍した小笠原の穴を埋める選手として期待され、開幕カードでも5番一塁手で出場したが、前年以上の打撃不振に苦しみ4月14日の二軍降格まで開幕戦での1安打しか打てなかった。5月26日に一軍に再び昇格しスタメン起用され、その試合の最初の打席で開幕戦以来のヒットを打ったものの、以後は代打、代走としてしか起用されなかった。

### オリックス時代
2007年6月28日に歌藤達夫、萩原淳とのトレードで清水章夫と共にオリックスへ移籍。オリックスの一員としての初出場は、移籍した翌日の6月29日の古巣・日本ハム戦だった。8回裏一死、0-1と1点ビハインドの場面で代打として登場し、元同僚・ダルビッシュ有から安打を放った。これを口火にチームはダルビッシュから4点を奪い逆転勝利。木元はこの試合のヒーローに選ばれた。9月17日の千葉ロッテマリーンズ戦では、同点で迎えた12回裏二死満塁の場面で小林雅英からセンターにサヨナラ安打を放った(ちなみにサヨナラのホームを踏んだのは、投手の山本省吾である)。
2008年は開幕一軍入りを果たしたものの、15試合に出場し僅か3安打、打率.090と極度の打撃不振に陥った。4月中に二軍へ落ちると、以後は一軍から声がかからなかった。
2009年は一軍出場がなく、10月3日に戦力外通告を受ける。シーズン終了後、12球団合同トライアウトに参加するが獲得する球団はなく現役引退。

### 現役引退後
京都市の教員採用試験を受験し合格する。これにより京都市の職員として、公立中学校の保健体育科教員となり、2013年4月より着任している。

## 選手としての特徴

### 打撃
左の強打者で、積極的な打撃と“天才的”と称される内角打ちが特徴。 また、ここ一番での勝負強さにも定評があった。一方で、選球眼に課題を持ち、加えて強振傾向から三振の多い打者であった。

### 守備・走塁
本職は二塁手。加えて、内野の複数ポジション（一塁・三塁）をこなせるユーティリティープレイヤー。2004年頃までは右肩の故障歴から送球難に苦しみ、失策数も多かったが同年シーズンオフに励んだトレーニングで守備力が向上。堅実な守備で失策数も減少した。一方で、守備範囲に課題を持っていた。
走塁では俊足となり得る脚力を持っているが、盗塁は少ない傾向にあった。

## 詳細情報

### 年度別打撃成績
| 年 度     | 球 団      | 試 合 | 打 席 | 打 数 | 得 点 | 安 打 | 二 塁 打 | 三 塁 打 | 本 塁 打 | 塁 打 | 打 点 | 盗 塁 | 盗 塁 死 | 犠 打 | 犠 飛 | 四 球 | 敬 遠 | 死 球 | 三 振 | 併 殺 打 | 打 率 | 出 塁 率 | 長 打 率 | O P S |
| --------- | ---------- | ----- | ----- | ----- | ----- | ----- | -------- | -------- | -------- | ----- | ----- | ----- | -------- | ----- | ----- | ----- | ----- | ----- | ----- | -------- | ----- | -------- | -------- | ----- |
| 2002      | 日本ハム   | 87    | 266   | 244   | 21    | 59    | 11       | 1        | 7        | 93    | 26    | 1     | 0        | 2     | 1     | 14    | 2     | 5     | 56    | 8        | .242  | .295     | .381     | .677  |
| 2003      | 日本ハム   | 102   | 404   | 373   | 61    | 112   | 16       | 0        | 14       | 170   | 59    | 8     | 3        | 0     | 0     | 29    | 2     | 2     | 93    | 9        | .300  | .354     | .456     | .810  |
| 2004      | 日本ハム   | 132   | 559   | 505   | 67    | 144   | 24       | 1        | 9        | 197   | 62    | 4     | 2        | 0     | 3     | 47    | 0     | 4     | 108   | 8        | .285  | .349     | .390     | .739  |
| 2005      | 日本ハム   | 132   | 565   | 513   | 74    | 144   | 16       | 4        | 18       | 222   | 73    | 4     | 4        | 4     | 0     | 45    | 1     | 3     | 138   | 5        | .281  | .342     | .433     | .775  |
| 2006      | 日本ハム   | 69    | 244   | 218   | 15    | 52    | 9        | 0        | 1        | 64    | 21    | 4     | 2        | 9     | 0     | 15    | 2     | 2     | 51    | 3        | .239  | .294     | .294     | .587  |
| 2007      | 日本ハム   | 18    | 37    | 35    | 2     | 3     | 0        | 0        | 0        | 3     | 1     | 0     | 0        | 1     | 0     | 1     | 0     | 0     | 10    | 0        | .086  | .111     | .086     | .197  |
| 2007      | オリックス | 31    | 65    | 58    | 5     | 15    | 3        | 1        | 0        | 20    | 5     | 0     | 0        | 1     | 2     | 3     | 0     | 1     | 11    | 3        | .259  | .297     | .345     | .642  |
| '07計     | オリックス | 49    | 102   | 93    | 7     | 18    | 3        | 1        | 0        | 23    | 6     | 0     | 0        | 2     | 2     | 4     | 0     | 1     | 21    | 3        | .194  | .230     | .247     | .477  |
| 2008      | オリックス | 15    | 34    | 33    | 1     | 3     | 0        | 0        | 0        | 3     | 2     | 0     | 0        | 1     | 0     | 0     | 0     | 0     | 10    | 1        | .091  | .091     | .091     | .182  |
| 通算：7年 | 通算：7年  | 586   | 2174  | 1979  | 246   | 532   | 79       | 7        | 49       | 772   | 249   | 21    | 11       | 18    | 6     | 154   | 7     | 17    | 477   | 37       | .269  | .326     | .390     | .716  |

### 年度別守備成績
| 年 度 | 球 団      | 一塁  | 一塁  | 一塁  | 一塁  | 一塁  | 一塁     | 二塁  | 二塁  | 二塁  | 二塁  | 二塁  | 二塁     | 三塁  | 三塁  | 三塁  | 三塁  | 三塁  | 三塁     |
| 年 度 | 球 団      | 試 合 | 刺 殺 | 補 殺 | 失 策 | 併 殺 | 守 備 率 | 試 合 | 刺 殺 | 補 殺 | 失 策 | 併 殺 | 守 備 率 | 試 合 | 刺 殺 | 補 殺 | 失 策 | 併 殺 | 守 備 率 |
| ----- | ---------- | ----- | ----- | ----- | ----- | ----- | -------- | ----- | ----- | ----- | ----- | ----- | -------- | ----- | ----- | ----- | ----- | ----- | -------- |
| 2002  | 日本ハム   | -     | -     | -     | -     | -     | -        | 42    | 66    | 87    | 1     | 19    | .994     | 31    | 24    | 39    | 3     | 5     | .955     |
| 2003  | 日本ハム   | 86    | 749   | 45    | 5     | 92    | .994     | 1     | 1     | 1     | 1     | 0     | .667     | 20    | 10    | 34    | 2     | 5     | .957     |
| 2004  | 日本ハム   | 38    | 117   | 12    | 0     | 7     | 1.000    | 99    | 183   | 272   | 8     | 65    | .983     | 38    | 26    | 54    | 4     | 5     | .952     |
| 2005  | 日本ハム   | 43    | 118   | 11    | 0     | 13    | 1.000    | 121   | 225   | 385   | 4     | 112   | .993     | 6     | 1     | 2     | 0     | 0     | 1.000    |
| 2006  | 日本ハム   | 2     | 4     | 0     | 0     | 1     | 1.000    | 17    | 27    | 52    | 1     | 8     | .988     | 54    | 31    | 81    | 8     | 5     | .933     |
| 2007  | 日本ハム   | 15    | 89    | 7     | 0     | 8     | 1.000    | -     | -     | -     | -     | -     | -        | 1     | 1     | 1     | 0     | 0     | 1.000    |
| 2007  | オリックス | 1     | 7     | 0     | 0     | 1     | 1.000    | 7     | 12    | 15    | 0     | 3     | 1.000    | 18    | 7     | 19    | 1     | 2     | .963     |
| 2008  | オリックス | 4     | 13    | 1     | 0     | 0     | 1.000    | 3     | 4     | 6     | 0     | 0     | 1.000    | 7     | 2     | 12    | 0     | 1     | 1.000    |
| 通算  | 通算       | 179   | 1097  | 76    | 5     | 122   | .996     | 290   | 518   | 818   | 15    | 207   | .989     | 175   | 102   | 242   | 18    | 23    | .950     |

### 記録
初記録
- 初出場・初先発出場：2002年3月30日、対福岡ダイエーホークス1回戦（福岡ドーム）、8番・二塁手として先発出場
- 初打席：同上、3回表に田之上慶三郎から一塁ゴロ
- 初安打・初打点：同上、5回表に田之上慶三郎から中越適時二塁打
- 初本塁打：2002年4月3日、対オリックス・ブルーウェーブ2回戦（東京ドーム）、2回裏に戸叶尚から右越2ラン
- 初盗塁：2002年9月23日、対千葉ロッテマリーンズ23回戦（東京ドーム）、5回裏に二盗（投手：川井貴志、捕手：清水将海）

その他の記録
- オールスターゲーム出場：1回（2005年）

### 背番号
- 10（2001年 - 2007年途中）
- 12（2007年途中 - 同年終了）
- 2（2008年 - 2009年）